# Teodor Sedłarski
Teodor Wenkow Sedłarski, bułg. Теодор Венков Седларски (ur. 1978 w Burgasie) – bułgarski ekonomista i urzędnik państwowy, nauczyciel akademicki, w 2017 minister gospodarki.

## Życiorys
Studiował zarządzanie przedsiębiorstwem i rozwój organizacji na Uniwersytecie Sofijskim im. św. Klemensa z Ochrydy. Kształcił się też m.in. w zakresie nowej ekonomii instytucjonalnej na Uniwersytecie Ekonomicznym w Wiedniu i na Uniwersytecie w St. Gallen. W 2009 obronił doktorat na macierzystej uczelni, na której od 2005 wykładał teorię ekonomii, mikroekonomię, makroekonomię i zagadnienia dotyczące rynku pracy. Został kierownikiem centrum polityki i teorii ekonomii, w 2020 objął stanowisko profesorskie. W latach 2015–2019 był dziekanem wydziału ekonomicznego na Uniwersytecie Sofijskim. Kierował też działem audytu ryzyka w ramach przedsiębiorstwa ubezpieczeniowego.
W styczniu 2017 objął urząd ministra gospodarki w rządzie Ognjana Gerdżikowa (jako bezpartyjny). Funkcję tę pełnił do maja tegoż roku.